# Otrantói-fok
Az Otrantói-fok (olaszul Capo d'Otranto) vagy ismertebb nevén Punta Palascia Olaszország legkeletibb pontja. Puglia régióban fekszik, Otranto városának területén. Az Adriai-tengerbe nyúló fokon egy világítótorony található. Része a Costa Otranto – Santa Maria di Leuca e Bosco di Tricase Nemzeti Parknak. Az olasz haditengerészet 2006-ban tervbe vette egy hadikikötő kiépítését a fok területén.

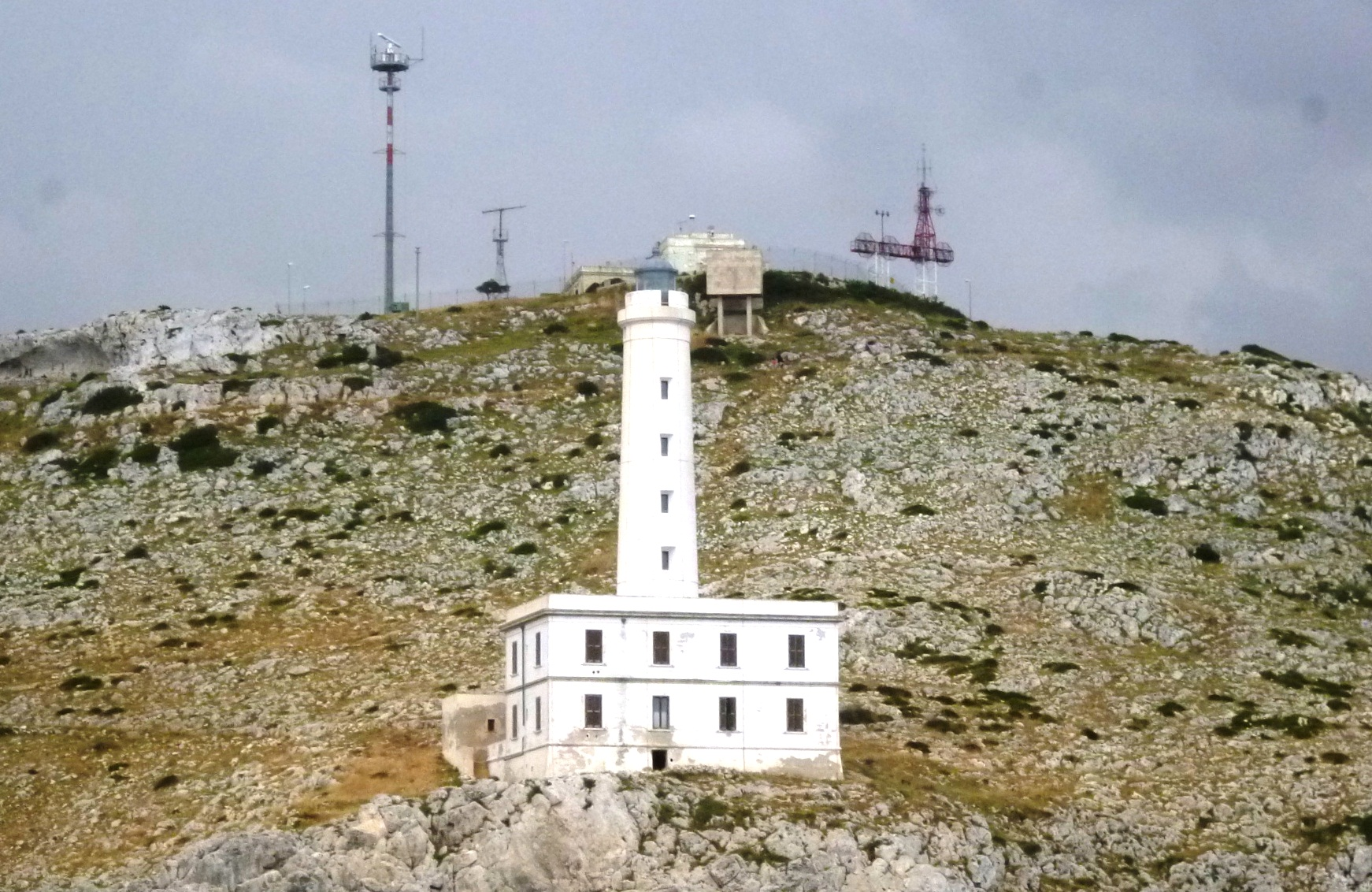
A világítótorony